# عليار (قلعة خواجة)
عليار (بالفارسية: علیار) هي منطقة سكنية تقع في إيران في قسم قلعة خواجة الريفي.